# Georges Goursat, conocido como Sem
El Retrato de Georges Goursat, conocido como Sem es un óleo sobre lienzo de 91,5 × 73 cm del pintor italiano Giovanni Boldini. Fechada en 1902, representa a Georges Goursat, conocido como Sem, uno de los amigos del pintor. Se conserva en el Museo de las Artes Decorativas de París.

## Historia
Existen numerosas caricaturas de Boldini realizadas por Sem, su inseparable compañero de fiesta en los lugares de moda de la Belle Époque. Boldini también creó varios retratos del dibujante: un pastel, una acuarela y dos óleos, incluido este retrato de cuerpo entero donado por la familia Goursat al Museo de Artes Decorativas en 1954.

## Descripción
Sem es representado en una pose segura que será también la del Retrato de la señorita Lantelme de 1907, es decir mirando al frente, firmemente plantado sobre las piernas, con las manos en las caderas mostrando cierta impaciencia, creando esta actitud un vínculo entre estos dos personajes descarados.

## Análisis
Este retrato demuestra el talento de Boldini en sugerir inmediatez. Haciendo gala de una gran elegancia con su abrigo y traje grises, su bastón en la mano y su bombín en la cabeza, abrazando el estilo de los dandis británicos, Sem, que fue también un talentoso cronista de la moda masculina, parece haber sido captado esperando a recoger al pintor en su estudio para una salida social. Este homenaje a su amigo Sem es también un deslumbrante manifiesto de la nueva elegancia masculina eduardiana. Todo en él rezuma una elegancia informal pero cuidadosamente estudiada, así como una sensación de comodidad completamente nueva: abrigo abierto sobre un traje de tres piezas cuya chaqueta desabrochada deja ver el chaleco, y un pantalón con pliegue y doblez abajo, bombín bien colocado en la cabeza, guante quitado, el bastón sostenido por la caña con el mango hacia abajo. Boldini entendió perfectamente el vínculo entre la ropa y el hombre. Lo plasma a través de una serie de imágenes ricas en enseñanzas para el estudio de la elegancia masculina en una época en la que la noción de gentleman sustituye a la de gentilhombre.